# مقاومة متغيرة رقمية
مقاومة متغيرة رقمية (بالإنجليزية: Digital potentiometer)‏ هي عنصر الكتروني غير فعال يمكن عبرها تغير المقاومة، ولها استخدامات واسعة جداً، إذ لا يوجد جهاز واحد يخلو من هذا العنصر.

## الوصف
الشكل المألوف للمقاومة المتغيرة هو الشكل التماثلي أو مقياس الجهد الانزلاقي لكن لو أردنا مثلاً عن طريق متحكم دقيق التحكم في قيمة هذه المقاومة المتغيرة، فهذا سيكون صعباً مع المقاومات المتغيرة التماثلية، الحل يكون هنا باستخدام مقاومة متغيرة رقمية، شكلها على شكل دارة متكاملة.

## الاستخدامات
- تحديد التيار المار في الدوائر الكهربائية.
- التحكم في المضخم العملياتي.
- وحدة ادخال للتحكم بوظائف معينة اعتماداً على قراءتها، كالتحكم بالمحركات الكهربائية، أو التحكم بشدة اضاءة ثنائي باعث للضوء.

المثال التالي يوضح كيفية تشغيل مقاومة متغيرة رقمية MCP41100 .
من أهم الأمور التي يجب معرفتها أن الحساسية هي 8 بت، أي ممكن أن تعطينا 255 قيمة مختلفة للمقاومة المتغيرة، تبرمج هذه القطعة باستخدام واجهة الطرفيات المتسلسلة، وتتألف الدارة من العناصر التالية:
- بطاقة اردوينو.
- مقاومة متغيرة رقمية MCP41100.
- اسلاك توصيل.
- مقاومة 100 أوم.
- باعث ضوئي.
- لوح تجارب.

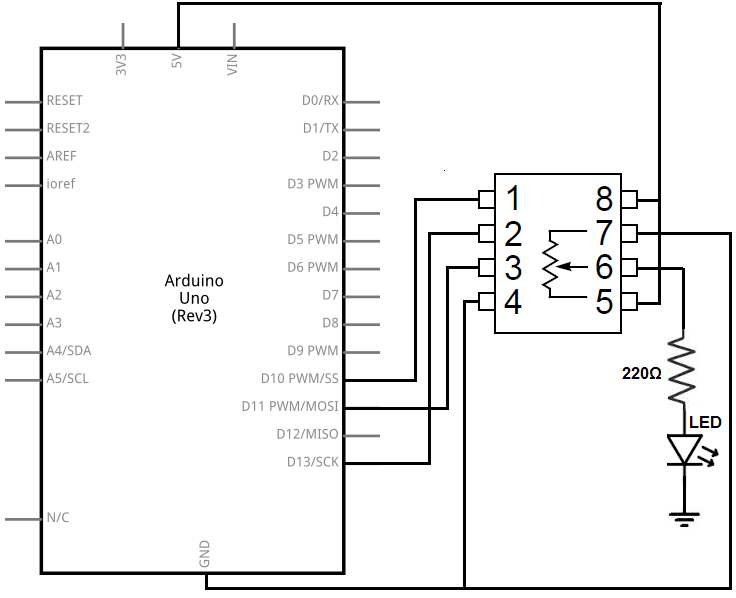
طريقة التوصيل

الكود يقوم على تقليل المقاومة تدريجياً إلى  صفر تقريباً ثم زيادتها مرة أخرى، وثنائي باعث للضوء المربوط مع المقاومة الرقمية المتغيرة ستزيد شدة اضاءته وتخفت حسب قيمة المقاومة الرقمية المتغيرة، يمكن حساب المقاومة الناتجة عن طريق الجدول الذي يبين كيفية حساب المقاومة الناتجة، مثلاً في حال إعطاء الأمر 0xDE أو 222 بالنظام العشري من الأردوينو، واستخدام MCP41100 الذي مقاومته العظمى 100 كيلو أوم ومقاومة wiper هو 125 أوم، فستكون المقاومة الناتجة هي تقريباً 13.41 كيلو أوم.

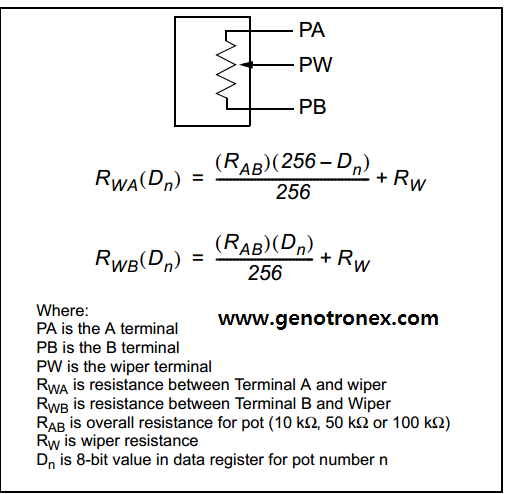
جدول يبين كيفية حساب المقاومة الناتجة Table MCP41100